# Марк Льюїс-Френсіс
Марк Льюїс-Френсіс  (англ. Mark Lewis-Francis, 4 вересня 1982) — британський легкоатлет, олімпійський чемпіон.

## Виступи на Олімпіадах
| Олімпіада  | Дисципліна              | Місце     |
| ---------- | ----------------------- | --------- |
| Афіни 2004 | біг на 100 метрів       | 5 h1 r3/4 |
| Афіни 2004 | естафета 4 x 100 метрів | 1         |